# Їжко Віктор Олександрович
Їжко Віктор Олександрович (нар. 11 жовтня 1949 року, с. Попасне, Дніпропетровська обл.) — фахівець у галузі ракетно-космічної техніки. Зробив значний внесок в українське ракетобудування.

## Біографія
У 1973 році закінчує Дніпропетровський університет. По закінченню університету починає працювати у конструкторському бюро «Південне». На КБ «Південному» обіймає посаду заступника начальника розрахунків теоретичного комплексу. З 1997 року проводить наукові дослідження.

## Наукова діяльність
Досліджував:
- Динаміку польоту балістичних ракет і ракет-носіїв, космічних апаратів.
- Балістично-навігаційне забезпечення польоту космічних апаратів.

Зробив значний внесок у проектування ракети-носія «Зеніт» (11К77). Займався проектуванням та випробуванням ракетних комплексів шахтного та залізничного базування РТ-23УТТХ (15Ж60, 15Ж61). Відповідав за балістичну навігацію польоту космічного апарата «Січ-1».

## Нагороди
У 2001 році був нагороджений орденом «За заслуги» .